# Сейшельско-чилийские отношения
Сейшельско-чилийские отношения — международные отношения между Республикой Чили и Республикой Сейшельские Острова.

## История
Первые официальные дипломатические отношения между Чили и Сейшельскими Островами были установлены в 1976 году.

## Дипломатические миссии
- Чили не имеет дипломатических или консульских представительств в Виктории.[2]
- Сейшельские Острова не имеют дипломатических или консульских представительств в Сантьяго, Чили.[2]